# Алмаш
Алмаш (баш. Алмаш) — деревня в Шаранском районе Республики Башкортостан Российской Федерации. Входит в состав Базгиевского сельсовета.

## География

### Географическое положение
Деревня находится в южной части района, недалеко от границы с Туймазинским районом. Расстояние до:
- районного центра (Шаран): 21 км,
- центра сельсовета (Базгиево): 4 км,
- ближайшей ж/д станции (Кандры): 20 км

## История
Посёлок Алмаш возник после 1925 года.
В 1939 году в посёлке Бишкураевского сельсовета Кандринского района — 90 жителей.
В 1952 году посёлок принадлежал Туктагуловскому сельсовету того же района. В 1950-х годах передан Шаранскому району.
В 1959 году в селе Алмаш Базгиевского сельсовета Шаранского района — 111 жителей.
В 1963—64 годах населённый пункт входил в состав Туймазинского сельского, в 1964—67 годах — Бакалинского районов, затем вновь в Шаранском районе.
В 1970 году в деревне Алмашево — 86 человек. В 1979-м — вновь посёлок Алмаш с 61 жителем.
В 1989 году — 40 человек.
В 2002 году — 27 человек (15 мужчин, 12 женщин), башкиры (74 %).
С 2005 года — деревня.
В 2010 году — 18 жителей (9 мужчин, 9 женщин).

## Население
| 2002 | 2009 | 2010 |
| ---- | ---- | ---- |
| 27   | ↘23  | ↘18  |

## Инфраструктура
Деревня электрифицирована и газифицирована. Единственная улица — Центральная — представляет собой просёлочную дорогу. Имеется кладбище.